# John Haslem (artiste)
John Haslem (1808-1884) est un peintre sur porcelaine et émail et écrivain anglais. Il peint plusieurs miniatures de la reine Victoria, de la famille royale et d'autres nobles.

## Biographie

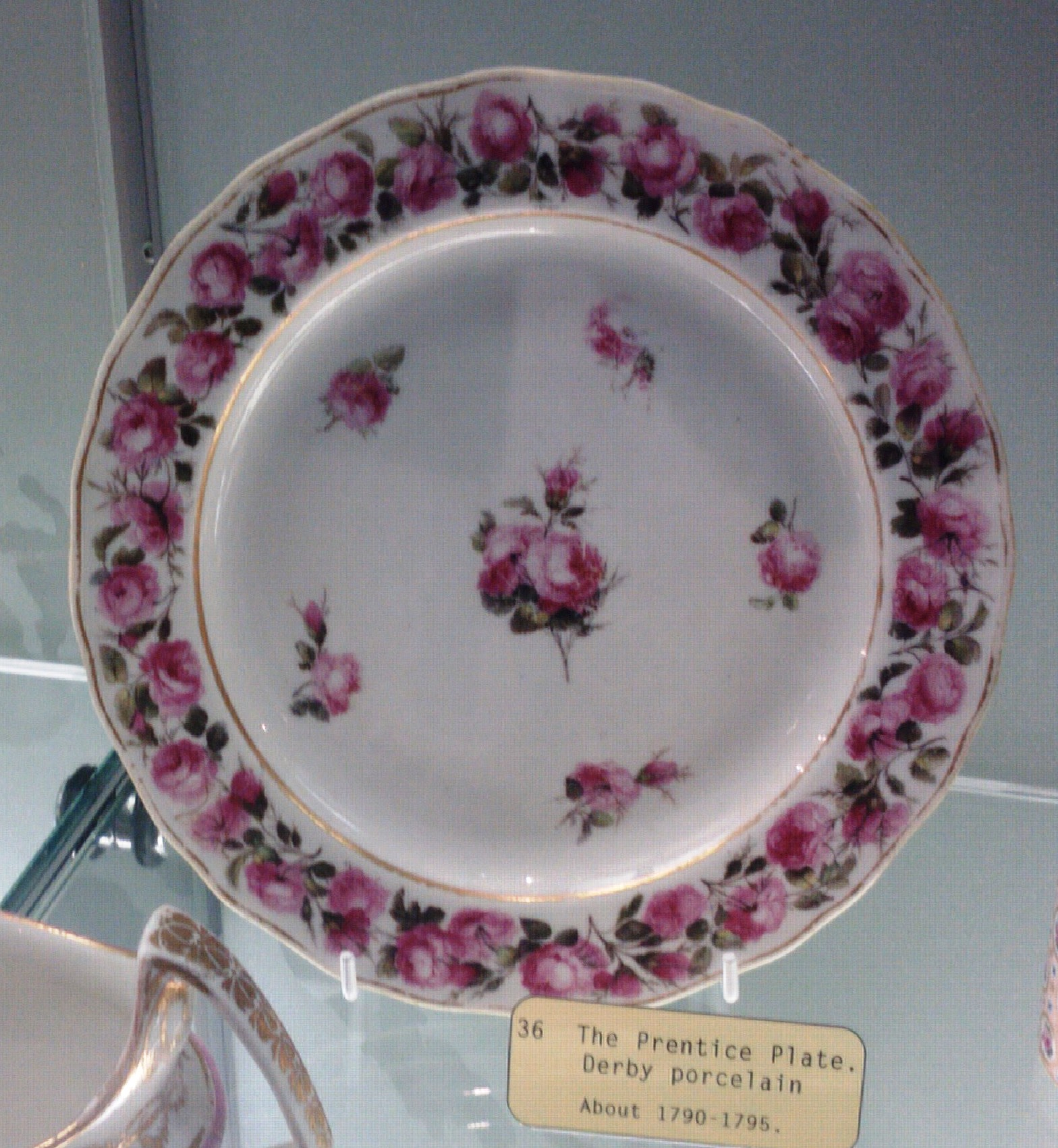
Prentice Plate porcelaine de Derby, par William Billingsley, v. 1790

John Haslem est né en 1808 à Carrington dans le Cheshire (qui fait maintenant partie du Grand Manchester). Il quitte son foyer alors qu'il est encore un jeune garçon, pour vivre à Derby avec son oncle James Thomason, qui dirige l'usine de porcelaine Royal Crown Derby. Le céramiste local, George Hancock, lui inculque l'art de la porcelaine et il se destine dans un premier temps à la peinture de fleurs, mais se met par la suite au portrait, genre pour lequel il se révèle être très doué.
Haslem peint le visage de Lord Byron pour le duc de Sussex comme cadeau pour le roi de Grèce et à la demande du duc, vient à Londres pour étudier avec Edmund Thomas Parris. Il reproduit plusieurs peintures en miniatures sur émail et est un exposant régulier de la Royal Academy de 1836 à 1865. En 1842, il remporte une médaille de la Royal Society of Arts pour un portrait peint sur porcelaine. Il peint également un petit portrait sur émail de la reine Victoria, ce qui entraîne bien d'autres commandes de la part de la famille royale et de l'aristocratie, en particulier pour des reproductions de portraits ancestraux. Des documents relatant la carrière d'Haslem, dont une de ses lettres, sont conservés par le Derby Museum and Art Gallery.
Haslem est aussi très demandé par des bijoutiers et des marchands d'art et est une fois employé pour peindre une série d'émaux imitant le travail de Jean Petitot, qui ont tellement de succès qu'elles sont présentées comme l'œuvre de Petitot lui-même à l'exposition de miniatures du Victoria and Albert Museum en 1862 et 1865.
En 1857, Haslem retourne à Derby pour vivre avec son oncle et y reste jusqu'à sa mort en 1884. En 1876, il publie un livre sur The Old Derby China Factory (L'ancienne usine de porcelaine de Derby, en français) (pub. George Bell). Haslem donne sa collection de porcelaine au musée de Derby dont la Prentice Plate (assiette de l'apprenti) qu'il a eu la chance d'acheter à Londres. La Prentice Place est utilisée par les apprentis peintre sur porcelaine à Derby, et cette assiette est une démonstration des techniques de William Billingsley quand il y travaille. Cette assiette est désormais exposée au musée de Derby.